# Luís de Barros (Portugal)
Luís de Barros (Angeja, Albergaria-a-Velha, 14 de outubro de 1941 – Lisboa, 20 de novembro de 2019) foi um jornalista português.
Frequentou a Faculdade de Direito da Universidade de Lisboa. Iniciou a atividade jornalística em 1968 no jornal A Capital.
Foi subchefe de redação do Expresso e diretor do Diário de Notícias, durante o conturbado PREC. No Verão de 1975, estava Barros de férias, e sendo diretor-adjunto José Saramago, foram saneados 24 jornalistas que tinham reclamado contra a falta de pluralismo ideológico no jornal, marcadamente pró-comunista.
Também foi chefe de redação de O Diário e da agência Novosti.
Foi editor do Diário Económico.
Presidente do Sindicato dos Jornalistas em 1973 e 1974, depois do 25 de Abril, foi Subsecretário de Estado da Comunicação Social nos II e III Governos provisórios.
Foi casado com a escritora Maria Teresa Horta desde a década de 1960. Tiveram um único filho, Luís Jorge Horta de Barros (4 de abril de 1965), casado com Maria Antónia Martins Peças Pereira, com dois filhos, Tiago e Bernardo Barros.